# Лео Перейра (футболіст, 1996)
Лео Перейра (порт. Léo Pereira, нар. 31 січня 1996, Куритиба) — бразильський футболіст, захисник клубу «Фламенго». Виступав також за клуб «Атлетіку Паранаенсе». Переможець Ліги Паранаенсе, чотириразовий переможець Ліги Каріока, триразовий володар Кубка Бразилії, чемпіон Бразилії. Володар Південноамериканського кубка, переможець Рекопи Південної Америки та володар Кубка Лібертадорес.

## Клубна кар'єра
Лео Перейра народився 1996 року в місті Куритиба, та є вихованцем футбольної школи клубу «Атлетіку Паранаенсе». У 2013 році розпочав виступи в основній команді того ж клубу, проте вже в 2015 році керівництво клубу відправило футболіста в оренду до клубу «Гуаратінгета». Після повернення з оренди Перейра грав у складі «Атлетіку Паранаенсе», проте в 2016 році керівництво клубу відправило гравця в оренду до клубу «Наутіко Капібарібе», а наступного року до клубу Major League Soccer «Орландо Сіті».
Після повернення з оренди в 2018 році Лео Перейра став гравцем основного складу «Атлетіку Паранаенсе». У складі команди в 2018 році футболіст став переможцем Ліги Паранаенсе та володарем Південноамериканського кубка, а в 2019 році став володарем Кубка Бразилії.
З 2020 року Лео Перейра грає в складі клубу «Фламенго». У складі команди футболіст став чотириразовим переможцем Ліги Каріока, у 2020 році став чемпіоном Бразилії, у 2022 та 2024 роках ще двічі став володарем Кубка Бразилії. У 2021 і 2025 роках Лео Перейра став володарем Суперкубка Бразилії. У 2020 році в складі «Фламенго» футболіст став переможцем Рекопи Південної Америки, а в 2022 році став володарем Кубка Лібертадорес.

## Виступи за збірні
У 2013 році Лео Перейра дебютував у складі юнацької збірної Бразилії, загалом на юнацькому рівні взяв участь у 4 іграх.
У 2015 році Лео Перейра грав у складі молодіжної збірної Бразилії. На молодіжному рівні зіграв у 8 офіційних матчах, забив 2 голи.

## Титули і досягнення
- Переможець Ліги Паранаенсе (1):

«Атлетіко Паранаенсе»: 2018
- Переможець Ліги Каріока (4):

«Фламенго»: 2020, 2021, 2024, 2025
- Володар Кубка Бразилії (3):

«Атлетіко Паранаенсе»: 2019
«Фламенго»: 2022, 2024
- Чемпіон Бразилії (1):

«Фламенго»: 2020
- Володар Суперкубка Бразилії (2):

«Фламенго»: 2021, 2025
- Володар Південноамериканського кубка (1):

«Атлетіко Паранаенсе»: 2018
- Переможець Рекопи Південної Америки (1):

«Фламенго»: 2020
- Володар Кубка Лібертадорес (1):

«Фламенго»: 2022
- Володар Кубка банку Суруга (1):

«Атлетіко Паранаенсе»: 2019